# 汇报 (杂志)
《汇报》（英文名：Hui Bao）是一本位于美国纽约州迪尔帕克的正体中文杂志，由汇报杂志社出版。该杂志隶属于明镜新闻网。该杂志首发于2013年7月15日。2015年12月，《汇报》第24期指出，金融反腐正在悄悄变成中国的政治游戏。
该杂志的印刷版ISSN号为2379-1756，OCLC号为908945460。